# Klassmorfar

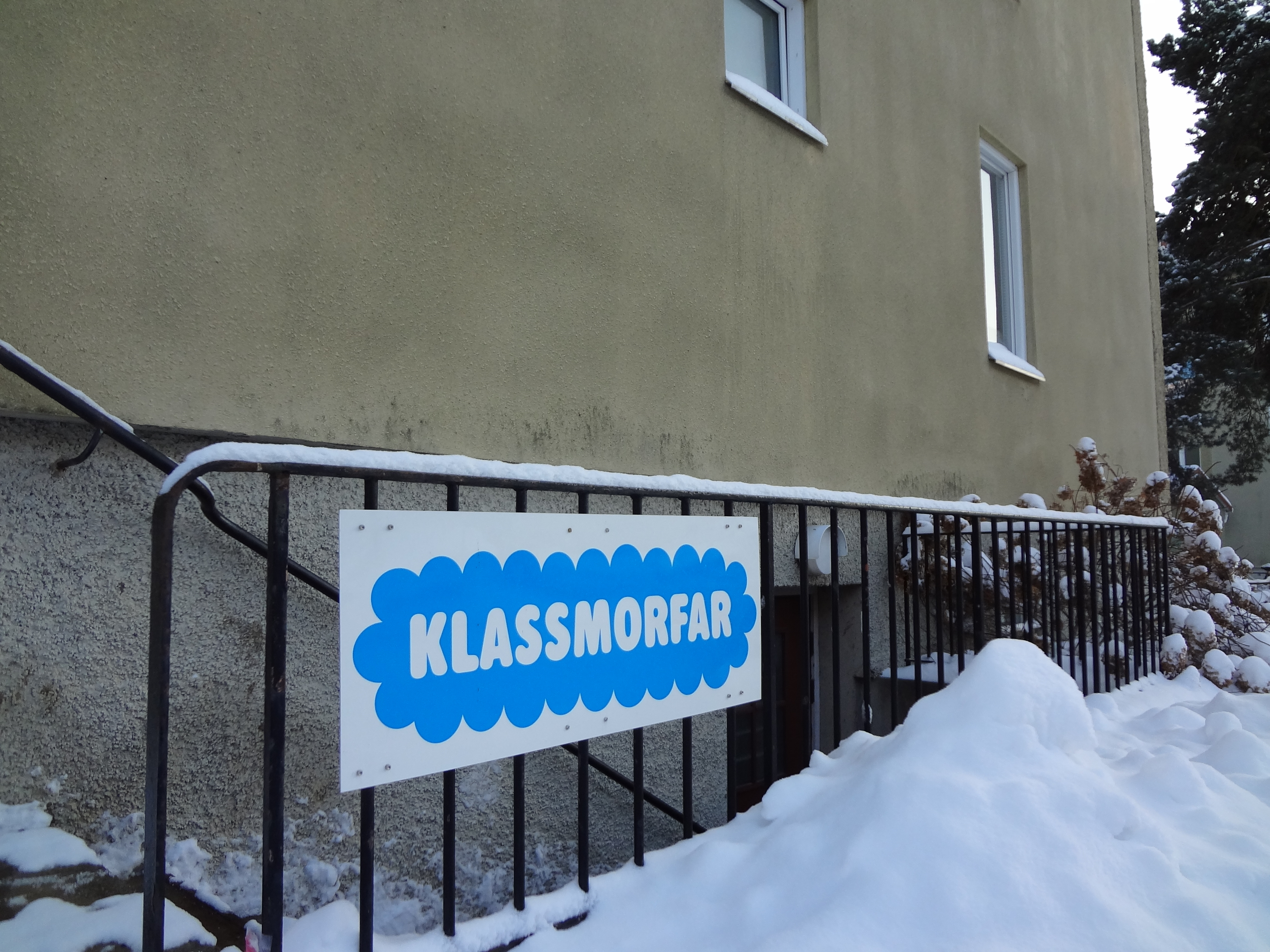
Lokalen för Klassmorfar Södermanland på Björkhultsvägen i Eskilstuna.

Klassmorfar eller Klassmormor är en äldre stödperson som fungerar som resurs och aktivt verkar för att ge socialt stöd och vara en vuxen förebild för elever i skolan eller barn i förskolan. Klassmorfar/klassmormor får inte konkurrera med lärare och andra yrkesgrupper i verksamheten.
Klassmorfararbetet började i Sverige 1996. Idén från början var att barnen i skolan behövde manliga förebilder eftersom de flesta lärare och annan skolpersonal oftast är kvinnor. En klassmorfar/klassmormor en äldre arbetssökande (ofta 50 år och uppåt) eller pensionär, som känner att den har arbetskapacitet, kunskap och glädje att dela med sig till barnen i skolorna. Därför den namnskyddade benämningen "Klassmorfar" på föreningen. Klassmorfar/klassmormor finns främst i grundskolan, förskolan och kan förekomma i gymnasieskolan.
Att ha en klassmorfar/klassmormor på skolan leder till lugnare lektioner och motverkar mobbning och vandalism. Det positiva resultatet redovisades 2003 i en doktorsavhandling vid Institutionen för internationell pedagogik, Stockholms universitet.